# Puccinia zaluzaniae
Puccinia zaluzaniae ist eine Ständerpilzart aus der Ordnung der Rostpilze (Pucciniales). Der Pilz ist ein Endoparasit der Korbblütlergattung Zaluzania. Symptome des Befalls durch die Art sind Rostflecken und Pusteln auf den Blattoberflächen der Wirtspflanzen. Sie ist ein Endemit Mexikos.

## Merkmale

### Makroskopische Merkmale
Puccinia zaluzaniae ist mit bloßem Auge nur anhand der auf der Oberfläche des Wirtes hervortretenden Sporenlager zu erkennen. Sie wachsen in Nestern, die als gelbliche bis braune Flecken und Pusteln auf den Blattoberflächen erscheinen.

### Mikroskopische Merkmale
Das Myzel von Puccinia zaluzaniae wächst wie bei allen Puccinia-Arten interzellulär und bildet Saugfäden, die in das Speichergewebe des Wirtes wachsen. Ihre Spermogonien und Aecien sind bislang unbekannt. Die Uredien des Pilzes wachsen oberseitig auf den Oberflächen der Wirtsblätter und sind zimtbraun. Ihre ebenfalls zimtbraunen Uredosporen sind 25–28 × 18–22 µm groß, schmal eiförmig bis ellipsoid und stachelwarzig. Die blattoberseitig wachsenden Telien der Art sind schwarzbraun, klein, pulverig und unbedeckt. Die kastanienbraunen Teliosporen sind zweizellig, in der Regel ellipsoid bis langellipsoid, runzelig und meist 34–48 × 21–28 µm groß. Ihre Stiele sind farblos bis bräunlich.

## Verbreitung
Das bekannte Verbreitungsgebiet von Puccinia zaluzaniae umfasst lediglich den Süden und das Zentrum Mexikos.

## Ökologie
Die Wirtspflanze von Puccinia zaluzaniae sind verschiedene Zaluzania-Arten. Der Pilz ernährt sich von den im Speichergewebe der Pflanzen vorhandenen Nährstoffen, seine Sporenlager brechen später durch die Blattoberfläche und setzen Sporen frei. Die Art durchläuft einen makrozyklischen Entwicklungszyklus mit Spermogonien, Aecien, Telien und Uredien. Als autöker Parasit macht sie keinen Wirtswechsel durch.